# Walter Benjamin
Walter Benjamin (Berlin (Charlottenburg), Német Birodalom, 1892. július 15. – Portbou, Spanyolország, 1940. szeptember 26.) német filozófus, irodalomkritikus, esszéista, marxista teoretikus. Művei utóélete révén a 20. század egyik legnagyobb hatású művészetteoretikusa.

## Élete
Emil Benjamin (1856–1926) régiség- és műkereskedő és felesége, Pauline (szül. Schoenflies, 1869–1930) fiaként született Charlottenburgban. Családja az asszimilált zsidósághoz tartozott. Walter Benjamin volt a legidősebb három testvér, Dóra (1901–1946) és Georg Benjamin (1895–1942) között. 1910-től kezdve versei jelentek meg a Der Anfang (A kezdet) című idealista-polgárellenes ifjúsági lapban. 1912-ben Freiburgban kezdte meg egyetemi tanulmányait filozófia, germanisztika és pszichológia szakokon; itt többek között a neokantiánus Heinrich Rickert előadásait hallgatta, aki erős befolyást gyakorolt rá: az eljövendő filozófia egyik legfontosabb feladatának Kant revízióját tartotta. 1914-ben önként jelentkezett katonának, de alkalmatlannak minősítették. Egyetemi éveit városról városra járva töltötte: tanult Párizsban, Münchenben, Berlinben, s végül 1919-ben a berni egyetemen szerezte meg a doktorátust Der Begriff der Kunstkritik in der deutschen Romantik (A művészetkritika fogalma a német romantikában) című írásával, amely egy évvel később nyomtatásban is megjelent. Ezekben az években ismerkedett meg Gershom Scholemmel, Rainer Maria Rilkével és Ernst Blochhal, s kötött házasságot 1917-ben Dora Sophie Kellerrel.

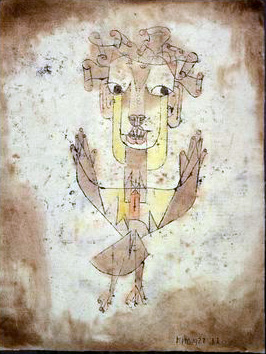
Paul Klee: Angelus Novus

A húszas évek elején folyamatosan kenyérgondokkal küzdött, álláskeresési kísérletei sorra kudarcba fúltak. 1921-ben kísérletet tett folyóirat-alapításra Angelus Novus címen (a név egy Klee-festmény és egy Benjaminhoz írt Scholem-vers nyomán született), de a lap még az első szám megjelenése előtt megbukott. 1925-ben Goethe Vonzások és választások című regényéről készült habilitációs írását a frankfurti irodalomtörténész bizottság „homályosnak” találta és elutasította, így nem sikerült akadémiai pályára lépnie. Baudelaire-fordításai a műfordító feladatáról szóló előszóval együtt jelentek meg 1923-ban. Theodor Adornóval és Max Horkheimerrel ismerkedett meg Frankfurtban. 1926-tól rendszeres irodalomkritikusi és recenzensi tevékenységet folytatott. Barátja, Gershom Scholem révén megismerkedett a zsidó miszticizmussal. 1926-ban a Szovjetunióba utazott, meglátogatta szerelmét, Aszja Lacisz lett kommunista színésznőt. Utazásáról naplót vezetett. 1927-ben kezdte németre fordítani Proust Eltűnt idők-jét; négy kötet meg is jelent. 1930-ban elvált.
Az 1930-as évek közepétől barátja, Theodor Adorno segítségével több írása jelent meg a frankfurti iskola társadalomfilozófiai lapjában, a Zeitschrift für Sozialforschungban; 1935-től tagja lett szervezetüknek, az Institut für Sozialforschungnak is. Francia írókról, nyelvszociológiáról, a műgyűjtő személyiségről, a műalkotás technikai reprodukálhatóságának kihatásairól írt. Benjamin „szabad kritikus” és „alkalmi fordító” volt. Ismeretségi körén túl alig élvezett figyelmet és megbecsülést.
Hitler hatalomra jutása után Párizsba, majd Spanyolországba, s végül véglegesen újra Párizsba emigrált. A Francia Nemzeti Könyvtárban írta nagyszabású fő művét, a Passzázsok-at (Passagen-Werk), amely végül töredékes maradt. Többször felkereste barátját, Bertolt Brechtet dániai száműzetésében. 1940-ben az előrenyomuló német csapatok elől Spanyolországon keresztül próbált Amerikába jutni, de a Pireneusokban lévő egyik határátkelőnél, Portbou-nál feltartóztatták, és tisztázatlan körülmények között szeptember 26-án este öngyilkosságot követett el.
Utolsó időszakában önéletrajzán, a Berlini gyermekéveken dolgozott. Gyakorlatilag halála előtt írta meg történelemfilozófiai téziseit Über den Begriff der Geschichte (A történelem fogalmáról) címmel, melyeket azóta a filozófiatörténet legtöbbet értelmezett szövegei között tartanak számon.

## Magyarul megjelent művei
- Kommentár és prófécia; ford. Barlay László et al., bev. Zoltai Dénes; Gondolat, Bp., 1969
- Angelus novus. Értekezések, kísérletek, bírálatok; ford. Bence György et al., vál., jegyz. Radnóti Sándor, utószó Papp Zsolt; Magyar Helikon, Bp., 1980 ISBN 963-207-031-3
- Német emberek. Levélgyűjtemény; vál., bev. Walter Benjamin, utószó Theodor W. Adorno, ford. Berényi Gábor; Európa, Bp., 1984 (Mérleg) ISBN 963-07-3424-9
- "A szirének hallgatása". Válogatott írások; vál., ford., szerk., jegyz. Szabó Csaba; Osiris, Bp., 2001 ISBN 963-389-098-5
- A műkritika fogalma a német romantikában; ford. Ábrahám Zoltán; Gond-Cura Alapítvány, Bp., 2003
- A műkritika fogalma a német romantikában; ford. Ábrahám Zoltán; Gond-Cura Alapítvány–Palatinus, Bp., 2004 (Gutenberg-tér) ISBN 963-9487-94-5
- Egyirányú utca / Berlini gyermekkor a századforduló táján (ford. Berczik Árpád, Szitás Erzsébet, Márton László, jegyz. Márton László), Atlantisz Könyvkiadó, Budapest, 2005 (Világváros), ISBN 9639165786
- A belső világ krónikája. Önéletrajzi írások (vál., ford. jegyz., utószó Zsellér Anna), Kijárat Kiadó, Budapest, 2020 ISBN 978-615-5160-76-9
- Hasis Marseille-ben. Városképek, gondolatképek és egyéb írások (vál., ford. jegyz., utószó Zsellér Anna), Kijárat Kiadó, Budapest, 2023. ISBN 978-615-6535-09-2
- A műalkotás a technikai reprodukció korában. Művészetelméleti és kultúrpolitikai írások; vál., ford., átdolg. Zsellér Anna; Open Books, Budapest, 2024 (Bázis könyvek)

### Online művei
- A műalkotás a technikai reprodukálhatóság korában

### Róla írják
- Biczó Gábor: Benjamin moszkvai leveleiről
- Susan Sontag: A Szaturnusz jegyében
- Tordai Zádor: Hogyan lehet valaki Európában zsidó, Walter Benjamin?; előszó Heller Ágnes; Múlt és Jövő, Bp., 2011
- Fogarasi György: Nekromantika és kritikai elmélet. Kísértetjárás és halottidézés Gray, Wordsworth, Marx és Benjamin írásaiban; Kossuth Egyetemi, Debrecen, 2015 (Orbis litterarum)
- Tóth Gábor: A tömeg- és az elitművészet esztétikai jelentése Ortega, Spengler és Walter Benjamin filozófiájában; MMA MMKI–L'Harmattan, Bp., 2016 (MMA ösztöndíjas tanulmányok)
- Lengyel Zoltán: A sors kritikájáról. Vizsgálódások Walter Benjamin sorsfogalma mentén; Tiszatáj Alapítvány, Szeged, 2016 (Tiszatáj könyvek)
- Weiss János: A modernség esztétikai programja. Előadások Walter Benjamin Műalkotás-tanulmányáról, 2018; L'Harmattan, Budapest, 2020 (Kritikai elméletek)